# Nick Jameson
Nick Jameson (Columbia (Missouri), 5 december 1950) is een Amerikaanse acteur, filmregisseur, stemacteur, filmproducent, filmeditor, scenarioschrijver en muzikant.

## Biografie
Jameson begon in 1991 met acteren in de televisieserie The Golden Girls. Hierna heeft hij nog meerder rollen gespeeld in televisieseries en films zoals Look Who's Talking Now (1993), The Bold and the Beautiful (1994), The Critic (1994-2000), Executive Decision (1996), Spider-Man (1995-1997), Days of Our Lives (2001), Mission Hill (1999-2002), EuroTrip (2004), Star Wars: Clone Wars (2003-2005) en 24 (2006-2010). Tevens heeft hij voice-over werk gedaan voor tientallen videogames.
Jameson heeft ook zijn sporen verdiend in het muziek, in de jaren zestig was hij een lid van The American Dream (een band uit Philadelphia) die in 1970 een album uitbrachten geproduceerd door Todd Rundgren. Meer succes kreeg hij toen hij bandlid werd van de Britse bluesrock band Foghat in de midden jaren zeventig. Hij was ook de platenproducer van deze band. Hij heeft ook een paar soloalbums geproduceerd zoals Already Free (1977) en A Crowd of One (1986).
Jameson heeft in 2001 de film Fortune Inn geregisseerd, geschreven, geproduceerd en gemonteerd.

## Filmografie

### Animatiefilms
Selectie:
- 2013 Frozen - als stem
- 2001 Lady and the Tramp II: Scamp’s Adventure – als Jim Dear (stem)
- 1994 Scooby-Doo in Arabian Nights – als stem

### Films
Selectie:
- 2009 Armored – als dakloze
- 2008 Chasseurs de dragons – als Lord Arnold
- 2007 Beowulf – als dronken Thane
- 2007 Blades of Glory - als aankondiger
- 2005 Star Wars: Episode III - Revenge of the Sith - als Aito Laff
- 2004 EuroTrip – als verslaggever
- 2004 Along Came Polly – als directeur van Van Lew
- 1999 King Cobra – als Jurgen Werner
- 1996 Executive Decision – als London Maitre D’
- 1993 Look Who's Talking Now – als hond en wolf (stem)
- 1993 Robin Hood: Men in Tights – als Inept Archer

### Animatieseries
Selectie:
- 2005 – 2008 Avatar: The Last Airbender – als kolonel Shinu (stem) – 2 afl.
- 2003 – 2005 Clone Wars – als Palpatine en Darth Sidious en wetenschapper (stemmen) – 6 afl.
- 2003 – 2005 My Life as a Teenage Robot – als diverse stemmen – 3 afl.
- 2002 – 2004 What's New, Scooby-Doo? – als diverse stemmen – 3 afl.
- 1994 - 2000 The Critic – als diverse stemmen – 10 afl..
- 1995 – 1997 Spider-Man – als diverse stemmen – 15 afl.
- 1996 The Real Adventures of Jonny Quest – als diverse stemmen – 3 afl.

### Televisieseries
Selectie:
- 2006 – 2010 24 – als president Yuri Suvarov – 15 afl.
- 2004 – 2006 Lost – als Richard Malkin – 2 afl.
- 2002 The West Wing – als Chet en Martin Avery – 2 afl.
- 2001 Days of Our Lives – als Tristan – 3 afl.
- 1994 The Bold and the Beautiful – als Luc Kooning – 3 afl.

### Computerspellen
Selectie:
- 2013 Batman: Arkham Origins - als S.W.A.T. officier
- 2012 Dishonored - als martelaar
- 2012 Darksiders II - als Ostegoth / Skeletal kampioen
- 2012 Mass Effect 3 - als stem
- 2012 Kingdoms of Amalur: Reckoning - als Ventrimio
- 2011 Star Wars: The Old Republic - als stem
- 2010 Assassin’s Creed: Brotherhood – als diverse stemmen
- 2006 Metal Gear Solid: Portable Ops – als Scowronski (stem)
- 2006 Lord of the Rings: Battle for Middle Earth II – Rise of the Witch King – als Grima Wormtongue (stem)
- 2006 Splinter Cell: Double Agent – als diverse stemmen
- 2006 Gothic 3 – als diverse stemmen
- 2006 The Da Vinci Code – als stem
- 2006 Final Fantasy XII – als koning Raminas B’Nargin Dalmasca (stem)
- 2006 The Lord of the Rings: The Battle for Middle-earth II – als Grima Wormtongue (stem)
- 2006 SWAT 4: The Stetchkov Syndicate – als diverse stemmen
- 2006 Star Wars: Empire at War – als Emperor Palpatine (stem)
- 2005 Star Wars: Battlefront II – als diverse stemmen
- 2005 Medal of Honor: European Assault – als diverse stemmen
- 2005 Psychonauts – als diverse stemmen
- 2004 Call of Duty: Finest Hour – als stem
- 2004 EverQuest II – als diverse stemmen
- 2004 Star Wars: Battlefront – als diverse stemmen
- 2004 Call of Duty: United Offensive – als diverse stemmen
- 2004 Doom 3 – als diverse stemmen
- 2003 Medal of Honor: Rising Sun – als diverse stemmen
- 2003 Call of Duty – als Russische tank personeelslid (stem)
- 2003 Star Wars Jedi Knight: Jedi Academy – als diverse stemmen
- 2003 Star Wars: Knights of the Old Republic – als diverse stemmen
- 2003 Indiana Jones and the Emperor's Tomb – als Von Beck en ivoor jagers (stemmen)
- 2003 Command & Conquer: Generals – als stem
- 2002 Emperor: Battle for Dune – als stem
- 2000 Escape from Monkey Island – als Hellbeard (stem)
- 1998 King's Quest VIII: Mask of Eternity – als diverse stemmen
- 1995 Full Throttle – als Darrel en Mavis en Michael (stemmen)
- 1993 Star Wars: X-Wing – als Moff Takin (stem)
- 1993 Day of the Tentacle – als dr. Fred Edison (stem)
- 1992 Indiana Jones and the Fate of Atlantis – als dr. Hans Ubermann (stem)

- International Standard Name Identifier: 0000 0000 5547 719X
- Library of Congress Control Number: n95001354
- MusicBrainz: 85148cb0-ad00-4195-b209-eae147f3e506
- Virtual International Authority File: 46003524
- WorldCat: E39PBJpJ9BWc87pgrdCrfx83cP